# Simon Stocker

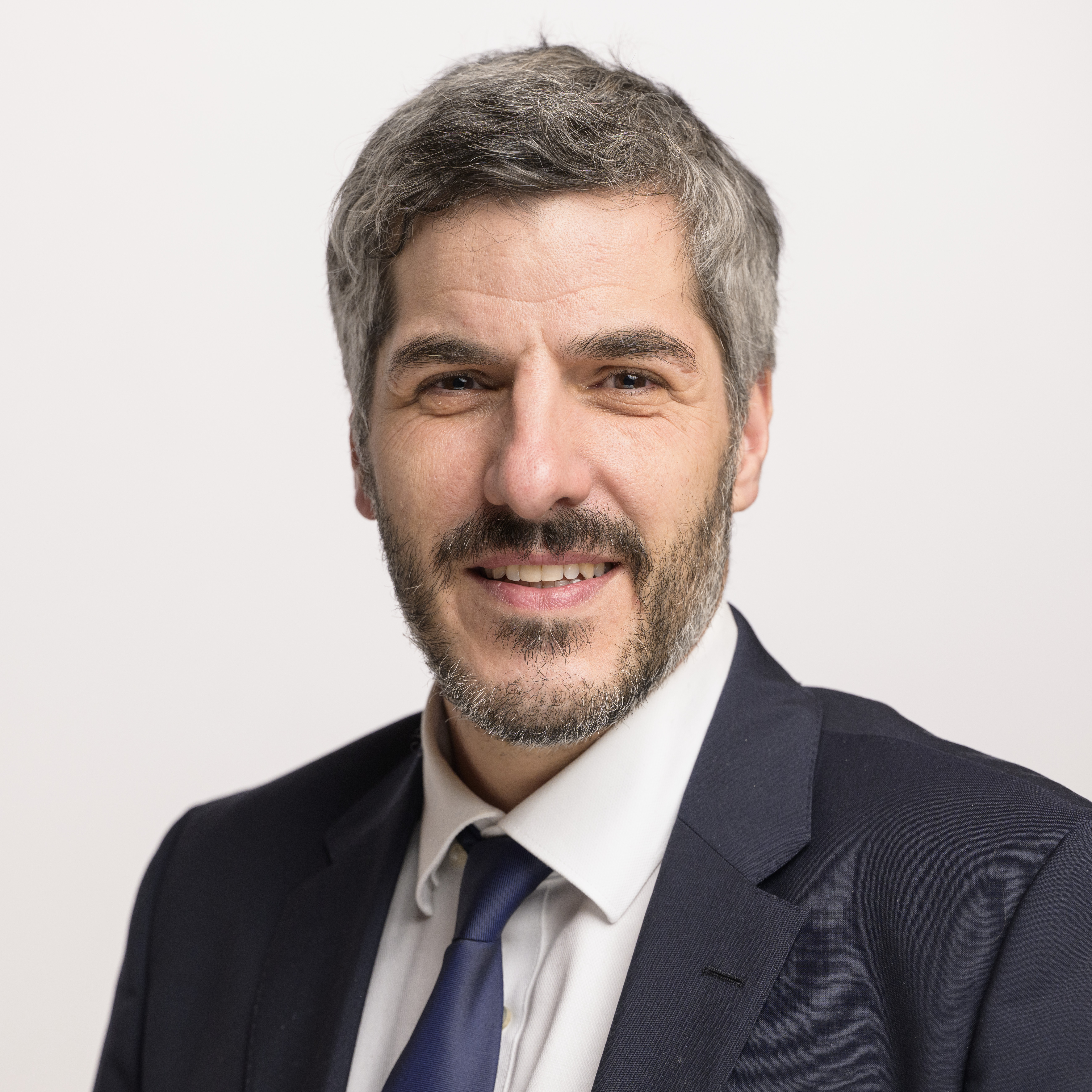
Simon Stocker (2023)

Simon Jörg Stocker (* 2. Mai 1981 in Schaffhausen; heimatberechtigt in Thayngen) ist ein Schweizer Politiker (SP). Er war von Dezember 2023 bis März 2025 Mitglied des Ständerates.

## Leben, Ausbildung und Beruf
Simon Stocker studierte an der Zürcher Hochschule für Angewandte Wissenschaften Soziale Arbeit mit Schwerpunkt Gemeinwesenarbeit und schloss 2008 mit einem Bachelor ab. Später erwarb er einen Master in Sozialer Arbeit mit Schwerpunkt Sozialmanagement (2016–2018) sowie mehrere Weiterbildungsabschlüsse, darunter einen MAS in Gemeinde-, Stadt- und Regionalentwicklung (2009–2011) und einen CAS in Managementorientierter BWL (2020).
Beruflich war Stocker von 2007 bis 2012 als Projektberater für kommunale Altersarbeit bei Pro Senectute Kanton Zürich tätig. Von 2010 bis 2012 arbeitete er parallel dazu als Jugendbeauftragter des Kantons Schaffhausen. Nach seiner Zeit als Stadtrat machte er sich als Altersexperte selbstständig. Bis 2024 leitete er in einer Co-Leitung die Fachstelle Alterspolitik des Vereins Gerontologie CH, wo er Gemeinden, Organisationen und Kantone bei der Entwicklung ihrer Alterspolitik beriet. Zudem war er im Verwaltungsrat der Volksapotheke Schaffhausen sowie des Altersheims Rafz tätig.
Stocker ist seit 2020 verheiratet und Vater eines Sohnes. Er lebt in Schaffhausen, seine Frau und sein Sohn leben seit Juni 2024 ebenfalls dort. Zuvor lebten sie in Zürich.

## Politisches Engagement
2003 gehörte Simon Stocker zu den Gründungsmitgliedern der Alternativen Liste Schaffhausen. Für diese sass er von 2007 bis 2012 im Grossen Stadtrat (Legislative) der Stadt Schaffhausen. 2013 wurde er in den Stadtrat (Exekutive) gewählt und war in der Folge bis zu seinem Rücktritt im Jahr 2020 für das Sozial- und Sicherheitsreferat zuständig.

### Zeit im Ständerat (2023–2025)
Nach der Auflösung der Alternativen Liste Schaffhausen Anfang 2022 trat Stocker der Sozialdemokratischen Partei bei, die ihn als Ständeratskandidaten für die Wahlen 2023 nominierte. Am 19. November 2023 wurde er im zweiten Wahlgang mit 15'769 Stimmen in den Ständerat gewählt; der bisherige Ständerat Thomas Minder (parteilos) wurde nicht wiedergewählt. Stockers Erfolg überraschte und wurde als «Sensation» gewertet.
In seiner Zeit als Ständerat beschäftigte sich Stocker schwerpunktmässig mit Fragen der Energiepolitik, der Stadt- und Raumplanung sowie mit sozialpolitischen Themen. Bei der Debatte zum Stromversorgungsgesetz befürwortete er erneuerbarer Energien und betonte die Notwendigkeit eines breiten Konsenses in der Energiepolitik. In einer Interpellation thematisierte er die Berücksichtigung städtebaulicher Kriterien bei nationalen Infrastrukturprojekten, wobei er auf die Einbeziehung kommunaler Interessen bei der Planung des Fäsenstaubtunnels in Schaffhausen verwies. Weitere Anliegen waren die Vereinfachung administrativer Prozesse für kleine Genossenschaften, die Sicherstellung der häuslichen künstlichen Ernährung sowie die Verbesserung der medizinischen Versorgung in Alters- und Pflegeheimen. In der Debatte zum Herdenschutz sprach er sich für eine stärkere Präventionsarbeit aus.
Kurz nach seiner Wahl veröffentlichte die Weltwoche einen Artikel, in dem Stockers Wohnsitz thematisiert wurde. Daraufhin reichten zwei Stimmbürger Beschwerde gegen Stockers Wahl in den Ständerat ein: Stocker habe zum Zeitpunkt der Wahl seinen Lebensmittelpunkt in Zürich gehabt, womit er die Wählbarkeitsbedingung nach kantonalem Recht nicht erfüllt habe. Der Schaffhauser Regierungsrat lehnte die Beschwerde ab, der Weiterzug eines Stimmbürgers ans Schaffhauser Obergericht wurde ebenfalls abgelehnt. Ein Stimmbürger zog den Fall ans Bundesgericht weiter. Dieses erklärte am 24. März 2025 die Wahl Stockers in den Ständerat für ungültig. Stocker verlor damit per sofort sein Mandat. Gemäss Parlamentsdiensten gibt es keine Hinweise darauf, dass jemals einem Ständeratsmitglied die Wahl nachträglich aberkannt wurde. Das Urteil hat keine Auswirkungen auf von ihm getätigte Amtshandlungen; sie sind weder nichtig noch anfechtbar (Wirkung ex nunc).

### Gescheiterte Kandidatur für den Ständerat 2025
Stocker akzeptierte in einem Interview mit der Schaffhauser AZ das Urteil, kritisierte jedoch die Begründung des Bundesgerichts. Er kündigte an, erneut für den Ständerat zu kandidieren. Der Regierungsrat des Kantons Schaffhausen setzte die Ersatzwahl auf den 29. Juni 2025 an. Als Gegenkandidat schickte die FDP Schaffhausen Severin Brüngger ins Rennen.
Stocker erreichte im Wahlkampf eine kleinere Präsenz in den Schaffhauser Medien. Die Tageszeitung Schaffhauser Nachrichten sprach sich offen für den Kandidaten der FDP aus; für Stocker sprach sich hingegen nicht einmal die linke Wochenzeitung Schaffhauser AZ aus.
Bei der Ersatzwahl erreichte Stocker 15'575 Stimmen, der freisinnige Gegenkandidat Brüngger hingegen 17'064 Stimmen. Damit verpasste Stocker die Rückkehr in den Ständerat.